# Kimmer Coppejans
Kimmer Coppejans, né le 7 février 1994 à Ostende, est un joueur de tennis belge, professionnel depuis 2013.
Il est membre de l'équipe de Belgique de Coupe Davis depuis 2015. Il a participé à la campagne de 2015 lors de laquelle la Belgique a atteint la finale.
Il se distingue en remportant le tournoi junior de Roland-Garros 2012.

## Biographie
Coppejans commence à jouer au tennis à l'âge de 5 ans avec Mike Lynch, qui reste l'un de ses entraîneurs et il s'entraîne à la Tenkie Academy à Hasselt. Sa surface de prédilection est la terre battue.
Il est entrainé par Mike Lynch, Alexander Kneepkens et Niels Desein. Son frère Olivier est son préparateur physique.

## Carrière

### Carrière junior
En juin 2012, Kimmer Coppejans remporte le tournoi junior de Roland-Garros, alors qu'il est 4e joueur junior mondial en battant en finale le Canadien Filip Peliwo (6-1, 6-4). En juillet, il devient champion d'Europe des moins de 18 ans à Klosters. Il termine l'année à la 2e place mondiale junior après avoir occupé la 1re pendant une partie de la saison.

### 2013-2014: cinq premiers titres en Future et deux premiers titres en Challenger
En mars 2013, Kimmer Coppejans atteint sa deuxième finale en tournoi Future en Grèce, puis en remporte quatre en Belgique entre juin et juillet, ce qui lui permet de terminer la saison à la 254e place du classement ATP.
En février 2014, le Belge continue son parcours sur le circuit Future en remportant le tournoi d'Antalya. Il atteint également le dernier tour des qualifications de Roland-Garros. Le mois suivant, il reçoit une wild-card pour disputer son premier tableau final dans une compétition ATP au tournoi de Bois-le-Duc. Lors du premier tour, il est battu par la tête de série no 7, Nicolas Mahut (6-3, 3-6, 6-3). En septembre, il remporte son premier Challenger au tournoi de Meknès en battant en finale Lucas Pouille (4-6, 6-2, 6-2). Il termine la saison dans le top 200 du classement ATP.

### 2015-2016: premier tableau final en Grand Chelem, première sélection en Coupe Davis et brève entrée dans le Top 100
En 2015, Coppejans réalise un bon début de saison avec deux nouveaux titres en Challenger à Canton en battant en finale Roberto Marcora (7-66, 5-7, 6-1) et à Mersin en battant en finale le 95e mondial Marsel İlhan (6-2, 6-2). Il atteint également une finale à Turin qu'il perd contre Marco Cecchinato (6-2, 6-3). En mai, il se qualifie pour le tableau principal de Roland-Garros, son premier tournoi du Grand Chelem, où il s'incline au premier tour face à Nicolas Mahut (6-3, 6-4, 7-64). En juin, il atteint les demi-finales au Challenger de Prague, ce qui lui permet d'entrer pour la première fois de sa carrière dans le top 100 mondial. En septembre, il est sélectionné pour sa première rencontre en Coupe Davis avec l'équipe belge pour affronter en quarts de finale le Canada. Il remporte le match de double associé à Ruben Bemelmans contre Daniel Nestor et Adil Shamasdin (7-5, 3-6, 6-4, 6-3). Il remporte ensuite son match en simple contre Frank Dancevic (2-6, 6-2, 6-3). La Belgique s'impose ainsi 5-0 dans ce duel. En novembre, il atteint la finale d'un Challenger à São Paulo qu'il perd contre Carlos Berlocq (6-3, 6-1). Il termine la saison à la 130e place mondiale.
En mars 2016, Kimmer Coppejans participe au premier tour de la Coupe Davis face à la Croatie. Il perd son premier match face à l'ancien no 3 mondial et vainqueur de l'US Open 2014 Marin Čilić (7-5, 6-3, 7-5), ainsi que le second match contre le jeune et talentueux Borna Ćorić (7-65, 6-2, 6-2). La Belgique s'incline 3-2 dans ce duel. En juillet, il gagne un quatrième titre Challenger à Tampere en éliminant en finale le Russe Aslan Karatsev (6-4, 3-6, 7-5). Il termine la saison à la 179e place du classement mondial.

### 2017-2018: retour en Future et cinquième titre en Challenger
En 2017, Coppejans atteint deux finales en Future à Bakersfield contre Dmitry Popko (6-3, 7-66) et à Chimkent contre Attila Balázs (6-1, 6-2). En août, il atteint sa première finale Challenger en double au tournoi de Rome en compagnie de Márton Fucsovics qu'il perd (4-6, 7-612, 10-8). En novembre, il remporte son cinquième titre Future au tournoi d'Antalya, en battant en finale l'Italien Davide Galoppini (6-0, 6-0). Il termine la saison dans le top 300 du classement ATP.
En septembre 2018, le sportif belge participe au Challenger de Séville. Issu des qualifications, il atteint la finale qu'il remporte contre le Slovaque Alex Molčan (7-62, 6-1). Il termine la saison à la 225e place du classement ATP.

### 2019-2020: tableau final à Roland-Garros

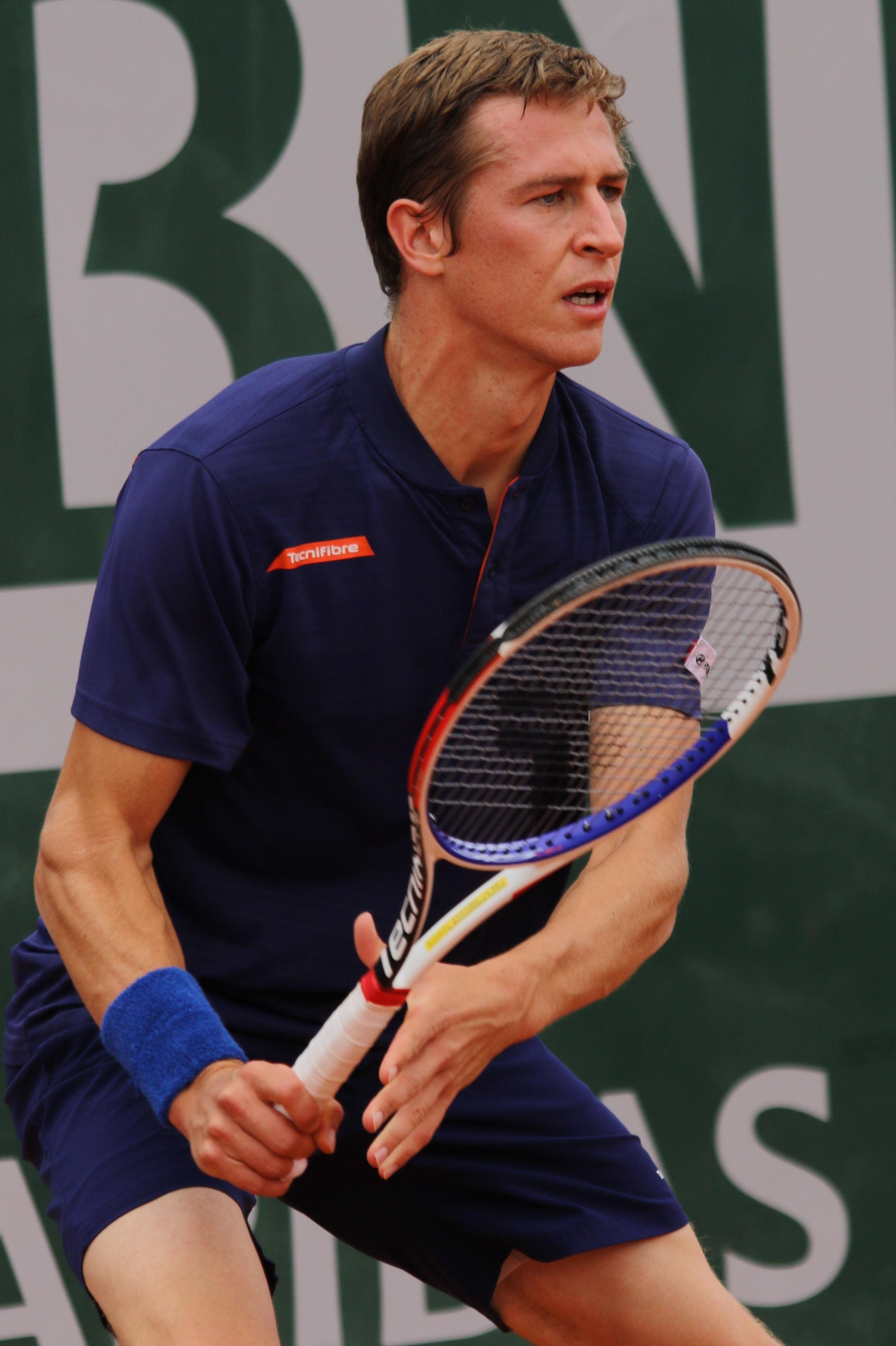
Kimmmer Coppejans à Roland-Garros en 2019.

En février 2019, Kimmer Coppejans est sélectionné pour la phase qualificative de la Coupe Davis face au Brésil. Il gagne son premier match face à Rogério Dutra Silva (6-4, 6-4) et son second match face à Thiago Monteiro (6-3, 6-4). La Belgique remporte 3-1 ce duel. En mai, il est battu en finale du double au Challenger de Braga avec Zdeněk Kolář (6-4, 6-3). Le même mois, il se qualifie une nouvelle fois pour le tableau final de Roland-Garros, où il s'incline de nouveau au premier tour, cette fois-ci face au qualifié Yannick Maden (7-67, 7-5, 6-3). Il atteint ensuite la finale de deux Challengers. Lors de la première à Blois, il s'incline face à Pedro Sousa (6-4, 3-6, 7-64) et lors de la seconde à Amersfoort, il perd face à Mats Moraing (6-2, 3-6, 6-3). En septembre, il atteint la finale en double du Challenger de Séville qu'il perd en compagnie de Sergio Martos Gornés (7-5, 6-4). Il termine la saison à la 161e place du classement mondial.
En janvier 2020, Coppejans fait ses débuts en ATP Cup lors des quarts de finale face à l'équipe d'Espagne. Il s'incline en deux sets contre Roberto Bautista-Agut (6-1, 6-4), la Belgique est éliminée de la compétition à ce stade. En février, il s'incline en finale du double au Challenger de Launceston avec Sergio Martos Gornés (3-6, 6-3, 10-8). En mars, il participe aux qualifications de la  Coupe Davis contre la Hongrie. Il perd ses deux matchs, le premier en trois sets face à Márton Fucsovics (6-4, 5-7, 6-2) et le deuxième face à Attila Balázs (6-3, 6-0). La Belgique est battue 3-2 dans ce duel. Il termine la saison à la 177e place du classement ATP.

### 2021-2022: tableau final à l'Open d'Australie et sixième titre en Challenger
En janvier 2021, Kimmer Coppejans se qualifie pour le premier tour de l'Open d'Australie où il perd en cinq sets face au Tchèque, 68e mondial, Jiří Veselý (6-4, 3-6, 63-7, 6-3, 6-3). En février, il est éliminé en double du Challenger 1 de Las Palmas avec Sergio Martos Gornés (7-5, 6-1). En mars, il atteint la finale du Challenger 2 de Las Palmas lors de laquelle il est battu par Carlos Gimeno Valero (6-4, 6-2). Il termine la saison à la 207e place du classement ATP.
En juin 2022, le joueur belge atteint la finale de la troisième édition du Challenger d'Oeiras, en battant notamment la tête de série n°1 et 91e mondial Roberto Carballes Baena (6-4, 7-5). En finale, il se mesure au Japonais Kaichi Uchida qui le bat (6-2, 6-4). En septembre, il prend part au Challenger de Toulouse. Il remporte le titre en éliminant en finale Maxime Janvier (68-7, 6-4, 6-3). Il termine la saison à la 205e place du classement mondial.

### 2023-2024: tableau final à Wimbledon et première victoire en tournoi ATP
En juin 2023, Kimmer Coppejans se qualifie pour la première fois de sa carrière pour le tableau final de Wimbledon en battant au troisième tour des qualifications le 106e mondial et tête de série no 4 Taro Daniel (6-3, 4-6, 4-6, 6-4, 6-2). Il s'incline au premier tour contre le 17e mondial Alex de Minaur après avoir remporté le premier set (7-65, 3-6, 3-6, 62-7). En août, il atteint la finale du Challenger de Banja Luka, où il est éliminé par Dino Prižmić (6-2, 6-3). En septembre, il est sélectionné pour affronter l'Ouzbékistan en barrages de Coupe Davis. Il est battu par Khumoyun Sultanov en trois sets (7-68, 6-3, 7-66). Malgré cette défaite, la Belgique s'impose 3-1 dans ce duel. En octobre, il intègre directement le tableau principal du tournoi de Zhuhai. Il remporte au premier tour son premier match sur le circuit ATP en battant le 116e mondial, Aleksandar Kovacevic (7-64, 6-1), puis perd au second tour face à l'Américain et 39e mondial Mackenzie McDonald en trois sets (4-6, 6-3, 6-2). Il termine la saison à la 188e place du classement mondial.
En janvier 2024, Coppejans se fait opérer du coude droit, une blessure qui l'empêche de jouer correctement depuis octobre dernier et l'a contraint à renoncer au reste de la saison précédente. À la suite de cette opération, il est écarté des courts pendant une période de six mois.

## Palmarès

### TournoisChallenger

#### En simple (6/13)
| Résultat | Date       | Tournoi                                  | Surface      | Adversaire en finale | Score          |
| -------- | ---------- | ---------------------------------------- | ------------ | -------------------- | -------------- |
| Victoire | 15/07/2014 | Morocco Tennis Tour, Meknès              | Terre (ext.) | Lucas Pouille        | 4-6, 6-2, 6-2  |
| Victoire | 09/03/2015 | China International Guangzhou, Canton    | Dur (ext.)   | Roberto Marcora      | 7-66, 5-7, 6-1 |
| Victoire | 13/04/2015 | Mersin Cup, Mersin                       | Terre (ext.) | Marsel İlhan         | 6-2, 6-2       |
| Finale   | 27/04/2015 | Ace Tennis, Turin                        | Terre (ext.) | Marco Cecchinato     | 6-2, 6-3       |
| Finale   | 05/10/2015 | IS Open, São Paulo                       | Terre (ext.) | Carlos Berlocq       | 6-3, 6-1       |
| Victoire | 18/07/2016 | Aamulehti Tampere Open, Tampere          | Terre (ext.) | Aslan Karatsev       | 6-4, 3-6, 7-5  |
| Victoire | 03/09/2018 | Copa Sevilla, Séville                    | Terre (ext.) | Alex Molčan          | 7-62, 6-1      |
| Finale   | 17/06/2019 | Internationaux de tennis de Blois, Blois | Terre (ext.) | Pedro Sousa          | 6-4, 3-6, 7-64 |
| Finale   | 15/07/2019 | Van Mossel-Kia Dutch Open, Amersfoort    | Terre (ext.) | Mats Moraing         | 6-2, 3-6, 6-3  |
| Finale   | 01/03/2021 | Gran Canaria Challenger 2, Las Palmas    | Terre (ext.) | Carlos Gimeno Valero | 6-4, 6-2       |
| Finale   | 20/06/2022 | Oeiras Open 3, Oeiras                    | Terre (ext.) | Kaichi Uchida        | 6-2, 6-4       |
| Victoire | 29/08/2022 | Open de Toulouse, Toulouse               | Terre (ext.) | Maxime Janvier       | 68-7, 6-4, 6-3 |
| Finale   | 07/08/2023 | Banja Luka Open, Banja Luka              | Terre (ext.) | Dino Prižmić         | 6-2, 6-3       |

#### En double (0/6)
| Résultat | Date       | Tournoi                               | Surface      | Partenaire           | Adversaires                      | Score              |
| -------- | ---------- | ------------------------------------- | ------------ | -------------------- | -------------------------------- | ------------------ |
| Finale   | 08/05/2017 | Roma Garden Open, Rome                | Terre (ext.) | Márton Fucsovics     | Andreas Mies Oscar Otte          | 4-6, 7-612, [10-8] |
| Finale   | 06/05/2019 | Braga Open, Braga                     | Terre (ext.) | Zdeněk Kolář         | Gerard Granollers Fabrício Neis  | 6-4, 6-3           |
| Finale   | 09/09/2019 | Copa Sevilla, Séville                 | Terre (ext.) | Sergio Martos Gornés | Gerard Granollers Pedro Martínez | 7-5, 6-4           |
| Finale   | 03/02/2020 | Launceston International, Launceston  | Dur (ext.)   | Sergio Martos Gornés | Evan King Benjamin Lock          | 3-6, 6-3, [10-8]   |
| Finale   | 22/02/2021 | Gran Canaria Challenger 1, Las Palmas | Terre (ext.) | Sergio Martos Gornés | Lloyd Glasspool Harri Heliövaara | 7-5, 6-1           |
| Finale   | 25/11/2024 | Maia Open, Maia                       | Terre (int.) | Sergio Martos Gornés | Théo Arribagé Francisco Cabral   | 6-1, 3-6, [10-5]   |

## Parcours dans les tournois duGrand Chelem

### En simple
| Année | Open d'Australie | Open d'Australie | Internationaux de France | Internationaux de France | Wimbledon       | Wimbledon      | US Open | US Open |
| ----- | ---------------- | ---------------- | ------------------------ | ------------------------ | --------------- | -------------- | ------- | ------- |
| 2015  | —                | —                | 1er tour (1/64)          | Nicolas Mahut            | —               | —              | —       | —       |
|       |                  |                  |                          |                          |                 |                |         |         |
| 2019  | —                | —                | 1er tour (1/64)          | Yannick Maden            | —               | —              | —       | —       |
|       |                  |                  |                          |                          |                 |                |         |         |
| 2021  | 1er tour (1/64)  | Jiří Veselý      | —                        | —                        | —               | —              | —       | —       |
|       |                  |                  |                          |                          |                 |                |         |         |
| 2023  | —                | —                | —                        | —                        | 1er tour (1/64) | Alex de Minaur | —       | —       |

N.B. : à droite du résultat se trouve le nom de l'ultime adversaire.

## Parcours enCoupe Davis
| #                                                                    | Date          | Lieu       | Surface             | Gagnant(s)                       | Perdant(s)                   | Score              |          |
|                                                                      |               |            |                     |                                  |                              |                    |          |
| 2015 - 1/4 de finale - Belgique - Canada 5:0                         |               |            |                     |                                  |                              |                    |          |
| 1                                                                    | 17-19/07/2015 | Ostende    | Terre battue (ext.) | Ruben Bemelmans Kimmer Coppejans | Daniel Nestor Adil Shamasdin | 7-5, 3-6, 6-4, 6-3 | Parcours |
| 1                                                                    | 17-19/07/2015 | Ostende    | Terre battue (ext.) | Kimmer Coppejans                 | Frank Dancevic               | 2-6, 6-2, 6-3      | Parcours |
|                                                                      |               |            |                     |                                  |                              |                    |          |
| 2016 - 1er tour - Belgique - Croatie 2:3                             |               |            |                     |                                  |                              |                    |          |
| 2                                                                    | 4-6/03/2016   | Liège      | Terre battue (int.) | Marin Čilić                      | Kimmer Coppejans             | 7-5, 6-3, 7-5      | Parcours |
| 2                                                                    | 4-6/03/2016   | Liège      | Terre battue (int.) | Borna Ćorić                      | Kimmer Coppejans             | 7-65, 6-2, 6-2     | Parcours |
|                                                                      |               |            |                     |                                  |                              |                    |          |
| 2019 - Phase qualificative (groupe mondial) - Brésil - Belgique      |               |            |                     |                                  |                              |                    |          |
| 3                                                                    | 1-2/02/2019   | Uberlândia | Terre battue (int.) | Kimmer Coppejans                 | Rogério Dutra Silva          | 6-4, 6-4           | Parcours |
| 3                                                                    | 1-2/02/2019   | Uberlândia | Terre battue (int.) | Kimmer Coppejans                 | Thiago Monteiro              | 6-3, 6-4           | Parcours |
|                                                                      |               |            |                     |                                  |                              |                    |          |
| 2020-2021 - Phase qualificative (groupe mondial) - Brésil - Belgique |               |            |                     |                                  |                              |                    |          |
| 4                                                                    | 6-7/03/2020   | Debrecen   | Dur (int.)          | Márton Fucsovics                 | Kimmer Coppejans             | 6-2, 5-7, 6-4      | Parcours |
| 4                                                                    | 6-7/03/2020   | Debrecen   | Dur (int.)          | Attila Balázs                    | Kimmer Coppejans             | 6-3, 6-0           | Parcours |
|                                                                      |               |            |                     |                                  |                              |                    |          |
| 2023 - Barrages (groupe mondial) - Ouzbékistan - Belgique            |               |            |                     |                                  |                              |                    |          |
| 5                                                                    | 16-17/09/2023 | Hasselt    | Dur (int.)          | Khumoyun Sultanov                | Kimmer Coppejans             | 7-68, 6-3, 7-66    | Parcours |

## Records et statistiques

### Ses trois meilleures victoires en simple par saison
| 2011 1. Lennert Van der Linden - 1676e - 7-65, 6-4 2. Nikola Bismpikos - 1727e - 6-2, 3-6, 6-4 3. 3 adversaires différents non classés | 2012 1. Alexandre Folie - 413e - 65-7, 7-65, 3-0 ab. 2. Arthur De Greef - 416e - 1-6, 7-5, 6-4 3. Hugo Nys - 752e - 6-2, 6-3 | 2013 1. Jan Hájek - 104e - 6-1, 6-1 2. James Duckworth - 133e - 6-3, 7-5 3. David Guez - 170e - 1-6, 7-5, 6-3 |

| 2014 1. Martin Kližan - 108e - 2-6, 6-3, 6-2 2. Horacio Zeballos - 126e - 1-6, 6-2, 6-3 3. Thiemo De Bakker - 140e - 6-3 64-7 6-4 | 2015 1. Sam Groth - 71e - 7-65, 6-3 2. Marsel İlhan - 95e - 6-2, 6-2 3. Chung Hyeon - 122e - 6-4, 2-6, 6-2 | 2016 1. Facundo Argüello - 175e - 64-7, 6-2, 6-4 2. Egor Gerasimov - 184e - 7-5, 7-5 3. Blaž Rola - 193e - 6-4, 6-2 |

| 2017 1. Chung Hyeon - 82e - 3-6, 6-2, 6-2 2. Adam Pavlásek - 95e - 6-2, 7-63 3. Arthur De Greef - 134e - 6-1, 6-4 | 2018 1. Roberto Carballés Baena - 78e - 6-3, 7-65 2. Ugo Humbert - 98e - 3-6, 6-3, 4-1 ab. 3. Ruben Bemelmans - 107e - 6-4, 6-4 | 2019 1. Thiago Monteiro - 107e - 6-3, 6-4 2. Ruben Bemelmans - 113e - 7-5, 6-4 3. Pedro Sousa - 124e - 6-2, 6-3 |

| 2020 1. Brayden Schnur - 103e - 7-63, 6-3 2. Federico Gaio - 151e - 7-64, 6-0 3. Lorenzo Giustino - 158e - 7-610, 5-7, 6-4 | 2021 1. Damir Džumhur - 120e - 6-2, 6-0 2. Brandon Nakashima - 139e - 61-7, 7-5, 7-5 3. Carlos Taberner - 136e - 6-2, 6-1 | 2022 1. Pedro Martínez - 54e - 6-4, 64-7, 6-2 2. Roberto Carballés Baena - 87e - 6-4, 7-5 3. Nicolás Jarry - 129e - 7-69, 4-6, 7-65 |

| 2023 1. Adrian Mannarino - 46e - 4-6, 6-2, 6-3 2. Taro Daniel - 106e - 6-3, 4-6, 4-6, 6-4, 6-2 3. Aslan Karatsev - 107e - 5-7, 6-2, 6-3 | 2024 1. Thiago Agustín Tirante - 118e - 61-7, 7-66, 6-2 2. Alejandro Moro Cañas - 171e - 6-4, 6-1 3. Vilius Gaubas - 185e - 1-6, 6-4, 6-4 |  |

## Classements ATP en fin de saison
| Année          | 2011 | 2012 | 2013 | 2014 | 2015 | 2016 | 2017 | 2018 | 2019 | 2020 | 2021 | 2022 | 2023 | 2024 |
| Rang en simple | 1865 | 747  | 254  | 179  | 130  | 179  | 269  | 225  | 161  | 177  | 205  | 202  | 188  | 396  |
| Rang en double | –    | –    | 1112 | –    | 507  | 450  | 532  | 505  | 278  | 246  | 293  | 798  | 914  | 722  |

Source : (en) Classements de Kimmer Coppejans sur le site officiel de la Fédération internationale de tennis

## Distinctions
- Espoir sportif belge de l'année en 2012.